# Anexare
Anexarea reprezintă un proces de alipire formală a unui stat sau a unei părți din teritoriul unui alt stat în mod unilateral. În conformitate cu dreptul internațional, anexarea este un tip de agresiune și în prezent atrage după sine responsabilitate internațională.
Anexarea diferă de cesiune și comasarea, pentru că spre deosebire de cesiune în care teritoriul este dat sau vândut prin tratat, sau comasare (în care autoritățile din ambele părți sunt întrebate dacă sunt de acord cu fuziunea), anexarea este un act unilateral în care teritoriul este cuprins și deținut de un stat și legitimat prin recunoașterea generală de către alte organisme internaționale (de exemplu, țări și organizații interguvernamentale).

## Exemple
- Anexarea
- Anexarea Bucovinei de către Imperiul Habsburgic (1775)
- Anexarea Basarabiei de către Imperiul Rus (1812)
- Anexarea Texasului de către Statele Unite ale Americii (1845)
- Anexarea Bosniei de către Imperiul Austro-Ungar (1908)
- Anexarea Coreei de către Japonia (1910)
- Anexarea Austriei de către cel de-al Treilea Reich (1938)
- Anexarea Sikkimului de către India (1975)
- Anexarea Crimeei de către Rusia (2014)